# Гниловоды (Тернопольская область)
Гниловоды (укр. Гниловоди; в 1965—2024 — Гвардейское) — село в Золотниковской сельской общине Тернопольского района Тернопольской области Украины.
Население по переписи 2001 года составляло 438 человек. Занимает площадь 2,683 км². Почтовый индекс — 48141. Телефонный код — 3551.

## История
- 1785 год — первое письменное упоминание.

До 2020 года село входило в Теребовлянский район.
В сентябре 2024 года, постановлением Верховной Рады Украины село было переименовано в Гниловоды